# 除光液
除光液(じょこうえき)とは主にマニキュアやエナメルを落とす用途に使われる溶剤である。リムーバー。除去液やエナメルリムーバーなどともいう。

## 成分
多くの除光液にはアセトンという有機化合物が含まれており、これにより油脂を溶かすことができる。除光液のツンとしたにおいは、アセトンのにおいである。
除光液は樹脂を溶かす有機溶剤だけで構成されているのではなく、オレンジオイルやアロエエキス、プロピレングリコール、グリセリン、ヒアルロン酸Na、香料なども含まれている。

## アセトンと代替品
アセトンには特定のプラスチックを溶かす作用がある。その他にも、常温で高い揮発性があり、引火性がある。さらに、空気に触れるとすぐに蒸発し独特なにおいを発する。
また、アセトンフリーの除光液も存在し、アセトンの代替品として酢酸エチルや炭酸プロピレン、メチルエチルケトン、酢酸ブチル、乳酸エチルなどが含まれる。